# Marta Freitas
Marta Freitas (Portugal, 1976), nome artístico de Marta Costa Freitas Almendra, é uma actriz, dramaturga, encenadora  e professora portuguesa.
Actualmente gestora e proprietária do restaurante "Cruel", situado na baixa Portuense.

## Biografia
Licenciada em teatro e psicologia, está actualmente mais ligada ao primeiro, quer na encenação e dramaturgia, quer no seu ensino. Entre outras actuações destaca-se a peça D.João e Fassbinder-Café no Teatro Nacional São João, na cidade do Porto.
Mestre e Doutora em Psicologia pela Universidade do Minho, em Ciências Cognitivas, na área da Memória Performativa. Actualmente é directora do Departamento de Teatro e Cinema da ESAP - Escola Superior Artística do Porto, onde também lecciona. É ainda docente no Balleteatro Contemporâneo do Porto e na Escola Profissional de Teatro de Famalicão/ACE.
Escreveu várias peças, já editadas e levadas a cena. É ainda co-autora da obra Periferia, estreada pela Companhia de Teatro Voadora, tendo sido classificada como "uma obra inovadora", que nasce do diálogo entre os escritores Marta Freitas, Manolo Cortés e Carlos Santiago.
Encenou diversos espectáculos, com destaque para as peças estreadas pela companhia [Mundo Razoáve]l, que fundou e da qual é directora artística.
Foi a programadora do Palcos do Românico, o programa cultural da Rota do Românico, durante o ano de 2014.
Recentemente abriu o restaurante "Cruel", situado na baixa Portuense, apresentando um menu que desafia o paladar, através de experiências gastronómicas fora do comum.

## Vida pessoal
Marta é casada com o actor Pedro Almendra, actor.